# Харбинский моторный завод
Dongan Engine Manufacturing Company (также известен как Харбинский моторный завод) — китайский производитель двигателей, основанный в 1948 году.
Первая продукция — 14-цилиндровый радиально-поршневой двигатель HS7 для вертолёта Harbin Z-5 (англ.).
В августе 1996 года создано совместное предприятие с Японией и Малайзией — Harbin Dongan Automobile Engine Manufacturing Co., Ltd. по производству бензиновых двигателей и автоматических трансмиссий.

## Двигатели
- Dongan HS7 1268 кВт (1700 л. с.) 14-цилиндровый радиально-поршневой двигатель.[1]
- Dongan HS8 1380 кВт (1850 л. с.)
- Одновальный турбовинтовой двигатель Dongan WJ5A для Xian Y-7[2] и Harbin SH-5[3]
- Одновальный турбовинтовой двигатель Dongan WJ5E для Xian Y7-200B, разработанный с помощью General Electric[4]